# جوناثان ر. ديفيس
جوناثان ر. ديفيس (بالإنجليزية: Jonathan R. Davis)‏ هو عسكري أمريكي، ولد في 5 أغسطس 1816 في Monticello, South Carolina ‏ في الولايات المتحدة، وتوفي في 1887 في مقاطعة سان هواكوين في الولايات المتحدة.